# Stanisław Zaucha

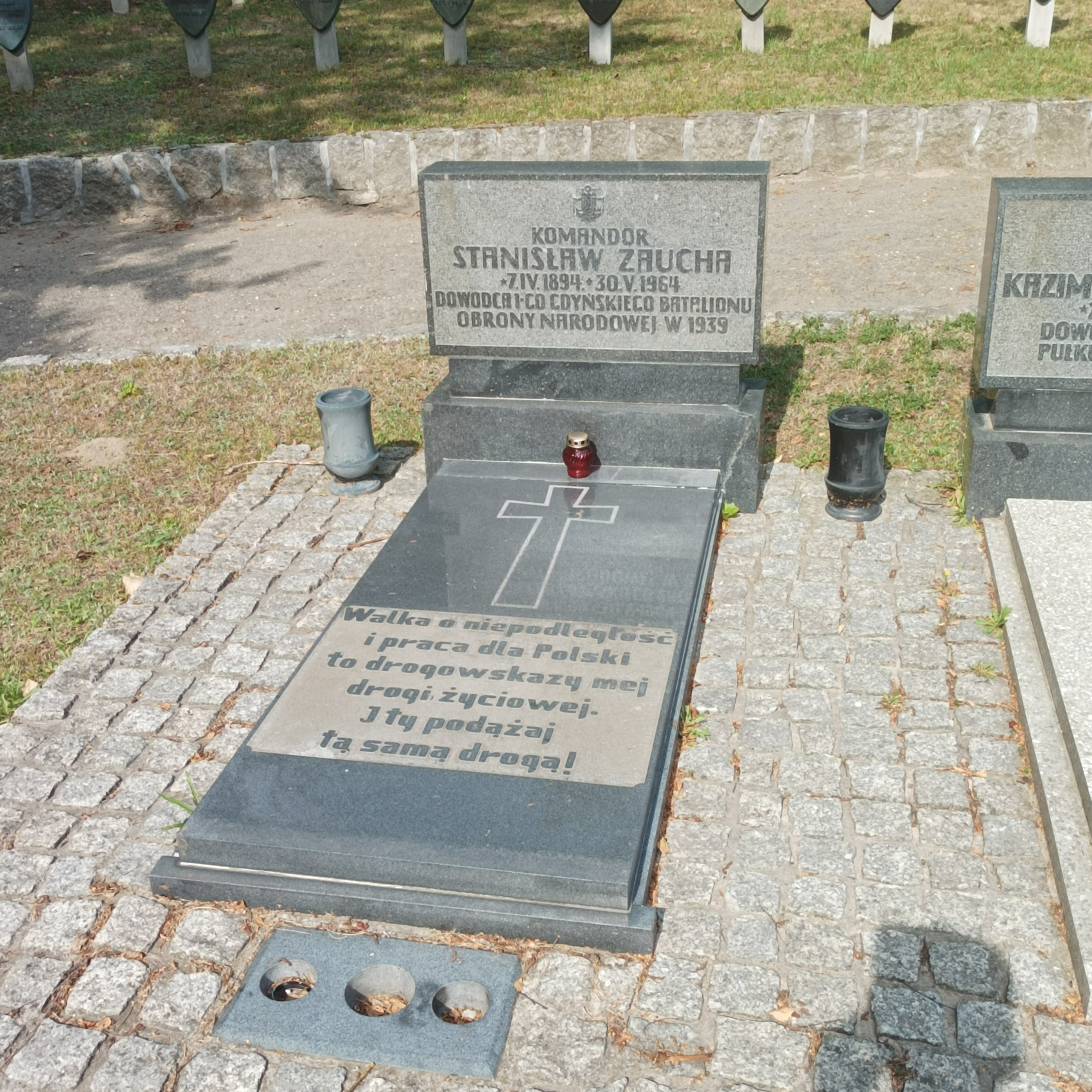
Grób Stanisława Zauchy na Cmentarzu Obrońców Wybrzeża

Stanisław Zaucha (ur. 7 kwietnia 1894 w Lisiej Górze koło Tarnowa, zm. 30 maja 1964 w Gdyni) – żołnierz Legionów Polskich, uczestnik wojny polsko bolszewickiej w 1920 roku, oficer Wojska Polskiego, obrońca Wybrzeża w kampanii wrześniowej, jeniec Oflagu II D w Gross-Born.

## Życiorys
Urodził się w rodzinie Jana, rolnika i technika budowlanego, specjalisty od budowy mostów i dróg oraz Tekli z Karczów. Miał dwie rodzone siostry Marię (1897–1964) i Józefę (1901–1924), obie z wykształcenia i zawodu nauczycielki. Od 6 do 11 roku życia uczęszczał do szkoły powszechnej w rodzinnej Lisiej Górze. Czwartą klasę ukończył w Tarnowie, a w latach 1906–1914 uczył się w II Gimnazjum w Tarnowie, w którym w 1914 uzyskał maturę z wynikiem bardzo dobrym. W tym czasie należał do drużyny harcerskiej, a w ostatnim roku nauki do Polowych Drużyn Sokolich. W czasie wakacji zbierał fundusze na studia wyższe pracując jako pomocnik murarza i zarabiając dwie korony na godzinę.
Po wybuchu I wojny światowej 30 września 1914 wstąpił jako ochotnik do Legionów Polskich. Przeszkolenie odbył w batalionie kpt. Andrzeja Galicy. W grudniu tego roku został skierowany na front. Otrzymał przydział do oddziału karabinów maszynowych 2 Pułku Piechoty. Prowadzone w zimowych trudnych warunkach walki w Karpatach wywołały zapalenie płuc, po którym został uznany, w maju 1915, za niezdolnego do dalszej służby. Postanowił zrealizować swoje marzenie i we wrześniu tego roku podjął studia w Akademii Górniczej w Leoben w Austrii. W lutym 1916 został ponownie powołany do c. i k. Armii. Służył kolejno w pułkach piechoty nr 98, 57 i 20. W tym czasie ukończył szkołę podoficerską i otrzymał stopień starszego strzelca. Złożył podanie o przeniesienie do Legionów Polskich i w grudniu 1916 roku otrzymał przydział do 6 Pułku Piechoty. Służył w kompanii karabinów maszynowych ppor. Wł. Kozaka. Ukończył szkołę podoficerską otrzymując w 1917 roku awans na stopień sierżanta. Po kryzysie przysięgowym pozostał w Legionach, walczył pod Kocnianiem i pod Rarańczą. W lutym 1918 r. wraz z resztą II Brygady Legionów, przebił się przez linie wojsk austriackich  i w Sorokach dołączył do II Korpusu Polskiego. Brał udział w bitwie pod Kaniowem, w której w rejonie wsi Kozin został lekko rany. Dostał się do niemieckiej niewoli, z której uciekł z pociągu transportującego jeńców w okolicach stacji Malinówka. Dotarł do Kijowa, a potem do  Moskwy i Niżnego Nowogrodu. W 1918 r. włączył się  w prace polskich struktur  podziemnych w Moskwie  i Niżnym Nowogrodzie, został aresztowany przez bolszewików i w lipcu 1918 uwięziony. Przetrzymywano go w więzieniu w Moskwie i obozach w Pawłowskim Posadzie (gdzie mało co nie został rozstrzelany) i w Kożuchowie – skąd zbiegł. Pieszo i pociągiem dotarł do Mińska i do Tarnowa, gdzie 30 grudnia 1918 zameldował się w 24 Pułku Piechoty dowodzonym przez mjr. Popowicza. 18 marca 1919, jako podoficer byłych Legionów Polskich został mianowany z dniem 1 marca 1919 podporucznikiem piechoty i jednocześnie przeniesiony do 1 Pułku Piechoty Legionów. W Zegrzu, jako dowódca kompanii karabinów maszynowych szkolił żołnierzy pułku. 6 czerwca 1919 został przeniesiony do 24 pp.
W listopadzie 1919 został przeniesiony do 41 Pułku Piechoty w Augustowie, w którym zorganizował kompanię karabinów maszynowych i objął jej dowództwo. W kwietniu 1920 wraz z pułkiem trafił na front uderzając w kierunku Skorodno-Owrocz i zdobywając przedmieścia Kijowa – miejscowość Puszcza Wodica. Dowodził plutonem, a później kompanią karabinów maszynowych. W trakcie odwrotu spod Kijowa brał udział w bitwach pod Borkowem, nad Wkrą, pod Topilcem. W walce z wojskami litewskimi dowodził przejściowo III baonem 41 pp, który zajął Giby. 41 pp, a w jego ramach 3. kompania karabinów maszynowych dowodzona przez Stanisława Zauchę stoczył zwycięską bitwę pod Klejwanami, gdzie rozbito batalion litewski. Później  rozpoczął natarcie  na Lidę, Nowogródek, Stołpce i Mińsk, do którego pułk dotarł w pierwszych dniach października. Żołnierze maszerowali 50 do 70 km na dobę śpiąc na stojąco. W tym czasie został awansowany na stopień porucznika i na początku stycznia 1921 został dowódcą szkoły podoficerskiej ciężkich karabinów maszynowych.
W połowie kwietnia 1921 rozkazem dowódcy 2 Armii został odznaczony Krzyżem Walecznych po raz pierwszy i drugi, a w 1922 rozkazem Ministra Spraw Wojskowych po raz trzeci i czwarty. W styczniu 1922 Ogólna Komisja Weryfikacyjna przyznała mu prawo do „posunięcia w stopniu przy weryfikacji”. W tym samym czasie objął dowództwo III baonu 41 pp. 3 maja 1922 został zweryfikowany w stopniu kapitana ze starszeństwem z 1 czerwca 1919 roku i 1608. lokatą w korpusie oficerów piechoty. W 1925 ukończył pięciomiesięczny kurs w Centralnej Szkole Strzelniczej w Toruniu, po czym otrzymał przydział do sztabu Dowództwa Okręgu Korpusu Nr III w Grodnie, skąd przeniesiono go  do Centralnej Szkoły Strzelniczej w Toruniu, którą niedawno ukończył. Objął tam w 1926 dowództwo I kompanii oficerskiej. Uzyskał świetne wyniki szkolenia i został przeniesiony do 1 Pułku Piechoty Legionów w Wilnie. Został dowódcą 3. kompanii ciężkich karabinów maszynowych, a potem dowódcą pułkowej kompanii podoficerskiej. 27 stycznia 1930 został mianowany na stopień majora ze starszeństwem z 1 stycznia 1930 i 69. lokatą w korpusie oficerów piechoty (w marcu 1939 zajmował 18. lokatę). W marcu tego roku został wyznaczony na stanowisko komendanta obwodowego Przysposobienia Wojskowego. W 1932 dzięki jego pracy szkoleniowej okręg wileński Przysposobienia Wojskowego zajął pierwsze miejsce w Polsce. W kwietniu 1934 został przeniesiony do 17 Pułku Piechoty w Rzeszowie na stanowisko dowódcy II batalionu. W 1937 został przydzielony do Morskiej Brygady Obrony Narodowej w Gdyni na stanowisko oficera sztabu. W 1939 pełnił służbę na stanowisku dowódcy I Gdyńskiego Batalionu ON. Obowiązki dowódcy batalionu łączył z funkcją komendanta 200 Obwodu Przysposobienia Wojskowego w Gdyni. W maju 1938 dodatkowo objął obowiązki komendanta Morskiego Podokręgu Związku Strzeleckiego.
W dniach 6-20 sierpnia Morska Brygada ON odbyła ćwiczenia wojskowe, a 24 sierpnia została zmobilizowana. Obszar obrony I Gdyńskiego Batalionu ON obejmował odcinek Obłuże-Rumia. Baon rozpoczął szlak bojowy od miejscowości Dobrzewino i Koleczkowo, a kapitulacja nastąpiła na Kępie Oksywskiej w dniu 19 września 1939. Za swoją dzielną postawę w  Obronie Wybrzeża baon został odznaczony krzyżem srebrnym Virtuti Militari, a jego dowódca zyskał miano bohatera spod Rogulewa. Mjr Stanisław Zaucha okupację spędził w oflagu Gross Born Neubrandenburg IID. Po wyzwoleniu oflagu wrócił do służby czynnej i otrzymał dowództwo pułku Marynarki Wojennej  i awans na stopień komandora. Sprawował też funkcję  szefa Wydziału Zakupów Głównego Portu MW. Nakłoniony do rezygnacji w 1947.
Był przesłuchiwany i aresztowany przez Urząd Bezpieczeństwa. Spędził w więzieniu około pół roku. Został oczerniony w prasie rządowej (Dziennik Bałtycki). Po tym wszystkim nie mógł znaleźć pracy, sprzedawał farby w sklepie byłego żołnierza z kampanii wrześniowej. Imał się różnych zajęć. Udzielał się społecznie. Aktywnie uczestniczył w pracach gdyńskiego okręgu Caritas. Zmarł na ulicy Witomińskiej  w Gdyni na zawał serca po wyjściu z pracy.  Został pochowany z honorami wojskowymi na cmentarzu Obrońców Wybrzeża w dniu 4 czerwca 1964. Na ostatnią drogę jego doczesne szczątki przygotował przyjaciel ks. Hilary Jastak.
W zachodniej części Gdyni, której bronił I Gdyński Baon Obrony Narodowej, Rada Miasta Gdyni nazwała jedną z ulic imieniem Stanisława Zauchy.
Stanisław Zaucha 15 września 1923 zawarł związek małżeński z Jadwigą Szatko, z którą miał synów Janusza i Bogusława.

## Ordery i odznaczenia
- Krzyż Niepodległości[6]
- Krzyż Walecznych „za czyny męstwa i odwagi wykazane w bojach toczonych w latach 1918-1921” – czterokrotnie[6]
- Złoty Krzyż Zasługi – 1938 „za zasługi na polu pracy społecznej”[10][6]